# Pseudabutilon
Pseudabutilon es un género 35 especies de fanerógamas perteneciente a la familia  Malvaceae. Se encuentra en  América desde Estados Unidos hasta Argentina.

## Descripción
Son sufrútices o arbustos, generalmente estrellado-pubescentes. Hojas ovadas a elípticas, cordadas a truncadas en la base, crenado-aserradas (raras veces subenteras), agudas o acuminadas en el ápice; pecioladas. Flores solitarias o glomeruladas en las axilas, o en umbelas o racimos axilares; cáliz redondeado en su base, pequeño; pétalos amarillos (a veces blancos); estilos 5–10 con estigmas capitelados. Frutos pubescentes; carpidios 5–10, agudos o con espina en el ápice, con o sin una endoglosa, las paredes laterales a veces reticuladas en sus bases; semillas 3.

## Taxonomía
El género fue descrito por Robert Elias Fries y publicado en Kongliga Svenska Vetenskaps Academiens Handlingar, n.s. 43(4): 96–108, pl. 5, f. 2; pl. 7, f. 19–27. 1908. La especie tipo es: Pseudabutilon scabrum (C. Presl) R.E. Fr.

## Especies seleccionadas
- Pseudabutilon benense
- Pseudabutilon callimorphum
- Pseudabutilon cinereum
- Pseudabutilon cowanii
- Pseudabutilon cymosum
- Pseudabutilon depauperatum